# Zaive, Nova Odesa
Zaive (în ucraineană Зайве) este un sat în comuna Novopetrivske din raionul Nova Odesa, regiunea Mîkolaiiv, Ucraina.

## Demografie
Componența lingvistică a localității Zaive
     Ucraineană (93,67%)
     Rusă (6,33%)
Conform recensământului din 2001, majoritatea populației localității Zaive era vorbitoare de ucraineană (93,67%), existând în minoritate și vorbitori de rusă (6,33%).